# Stazione di Porto Valtravaglia
La stazione di Porto Valtravaglia è una stazione ferroviaria posta sul tronco comune alle linee Luino-Milano e Novara-Pino.
Serve il centro abitato di Porto, frazione del comune di Porto Valtravaglia.

## Storia
La stazione fu attivata nel 1882, contemporaneamente all'apertura della linea Novara-Pino, realizzata per collegare la linea del Gottardo con la pianura padana e il porto di Genova.
Dal 1884 è percorsa anche dalla linea Luino-Milano attivata in quell' anno.

## Strutture e impianti
Il fabbricato viaggiatori è un edificio a due piani in classico stile ferroviario, è ceduto in comodato d'uso all' omonimo comune, ed utilizzato come sede per alcune associazioni locali.

La stazione conta due binari passanti (utilizzati per il servizio passeggeri) più un tronchino. In passato, era presente un terzo binario centrale (soppresso per costruire un marciapiede centrale a norma) e un piccolo scalo merci.

## Movimento
La stazione è servita da treni della linea S30 (Bellinzona-Cadenazzo-Malpensa) della rete celere del Canton Ticino, eserciti da TiLo a frequenza bioraria, intercalati da treni regionali Gallarate–Laveno-Luino di Trenord, anch'essi a frequenza bioraria, per una frequenza complessiva di un treno ogni ora per direzione.
Dal 13 dicembre 2013 la tratta Luino-Novara è sospesa al servizio viaggiatori.

## Servizi
È gestita da Rete Ferroviaria Italiana che ai fini commerciali classifica l'impianto in categoria Bronze, dispone di:
- Sala d'attesa
- Sottopassaggio
- Parcheggio